# William Chapman (ingeniero)
William Chapman (7 de marzo de 1749 - 29 de mayo de 1832) fue un ingeniero civil inglés que intervino en la construcción del muelle Viejo y del muelle Humber en la localidad de Hull, así como en numerosas obras de drenaje y proyectos de canales. Se le atribuye la invención del bogie y de un sistema de articulación (véase vehículo articulado) para vehículos ferroviarios.

## Vida personal
William Chapman nació en 1749 en Whitby. Su padre, el capitán William Chapman, ya tenía tres hijas de su primer matrimonio, pero William fue el primero de los diez hijos dados a luz por su segunda esposa, Hannah Baynes. Salió del hogar familiar en 1765, mudándose primero a Barnes y después a Newcastle. Dos años más tarde, se incorporó a la Marina Mercante y pudo inscribirse en el Gremio de Maestros Marineros en 1769. Posteriormente se estableció como comerciante y asentador de carbón, y con su hermano, alquiló almacenes en St. Anthony y Wallsend en 1778. A pesar del éxito inicial, el proyecto tuvo dificultades financieras y los hermanos entraron en bancarrota en 1782. El fracaso no lo disuadió, y trabajó primero como ingeniero mecánico y luego como ingeniero civil. Aunque en distintas ocasiones vivió en Irlanda; cerca de York; y en Murton, en el condado de Durham; mantuvo una oficina y una casa en Newcastle. Estuvo activo en su profesión hasta poco antes de su muerte en 1832. Está enterrado en la iglesia de San Andrés, en Newcastle. Su gran biblioteca, que tenía 535 volúmenes, fue subastada al año siguiente, pero su viuda Elizabeth donó sus informes impresos a la Institución de Ingenieros Civiles en 1837.

## Trabajos

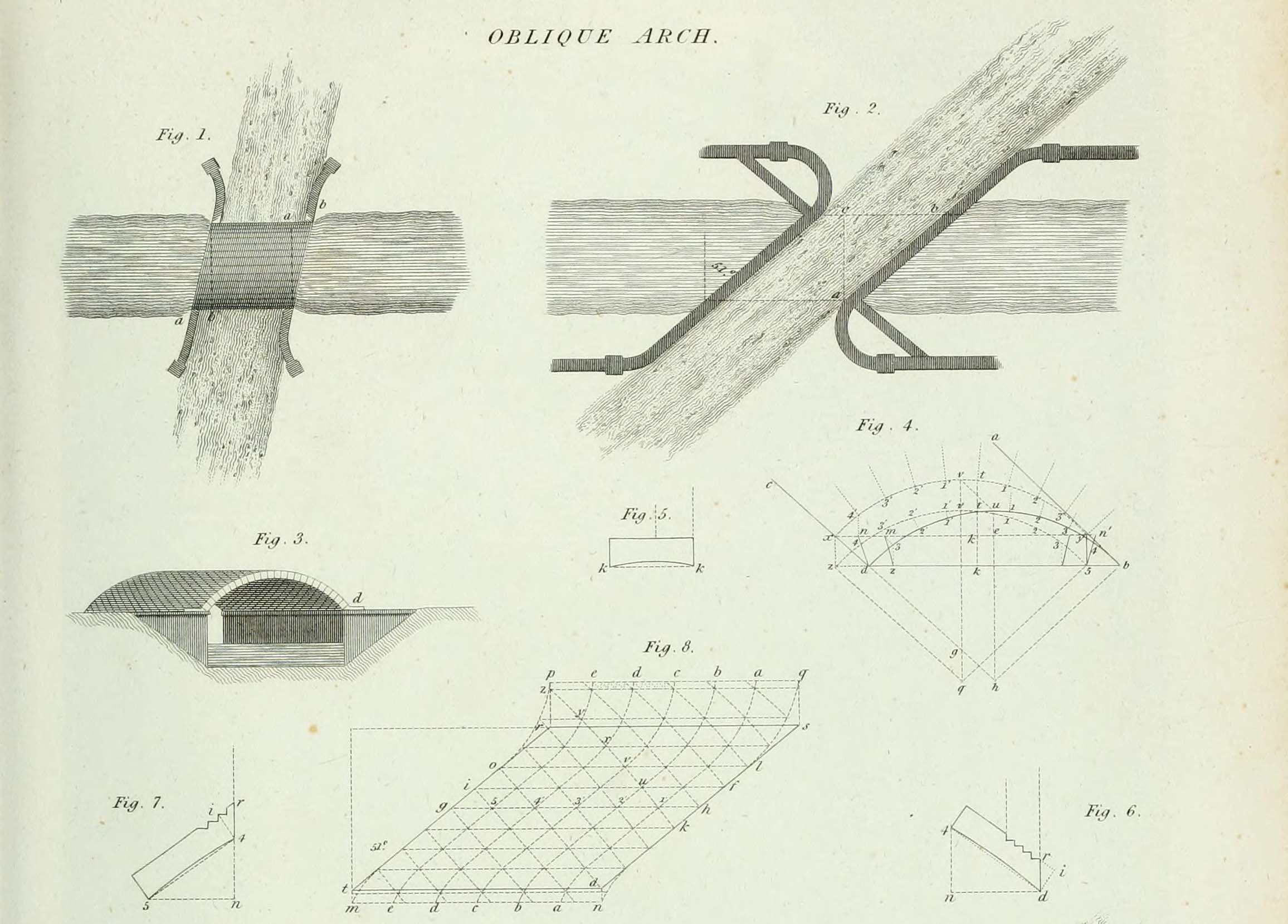
Puente Finlay en el Canal de Kildare, de la Cyclopaedia Rees, 1820

Chapman es importante por su trabajo en el diseño teórico de puentes oblicuos, ya que desarrolló el primer procedimiento para su diseño, el denominado "método espiral", como se describe en la Cyclopædia Rees. El método estaba basado en el trabajo que había realizado para el Canal de Kildare en Irlanda en 1787. En este caso, consideró el arco como una serie de secciones, paralelas a las caras del arco y en ángulo con los pilares. El sofito del arco (la parte inferior curva) se desarrollaba sobre un plano, dibujando una cuadrícula en forma de paralelogramo, y luego las líneas diagonales (cada una representa un corte de arco) se transferían al centrado del arco a construir. Este método se había aplicado al diseño del Puente Finlay en Naas, empleando un cañón de arco basado en un segmento circular más pequeño que un semicírculo. Este método se describiría posteriormente en textos estándar sobre mampostería ferroviaria, como el de Nicholson.

### Drenaje
Chapman fue el ingeniero del drenaje de Beverley y Barmston (1799-1810), que proporcionó protección contra las inundaciones y un adecuado drenaje a 5100 hectáreas situadas entre Beverley y Lisset, en East Yorkshire; y para la consolidación de Muston y Yeddingham (1800-1808). Esta obra implicó habilitar un nuevo cauce denominado Sea Cut desde el río Derwent (en el Valle de Pickering), que permitió desviar el agua de las inundaciones hacia el mar a través de Scalby Beck, justo al norte de Scarborough.

### Puertos

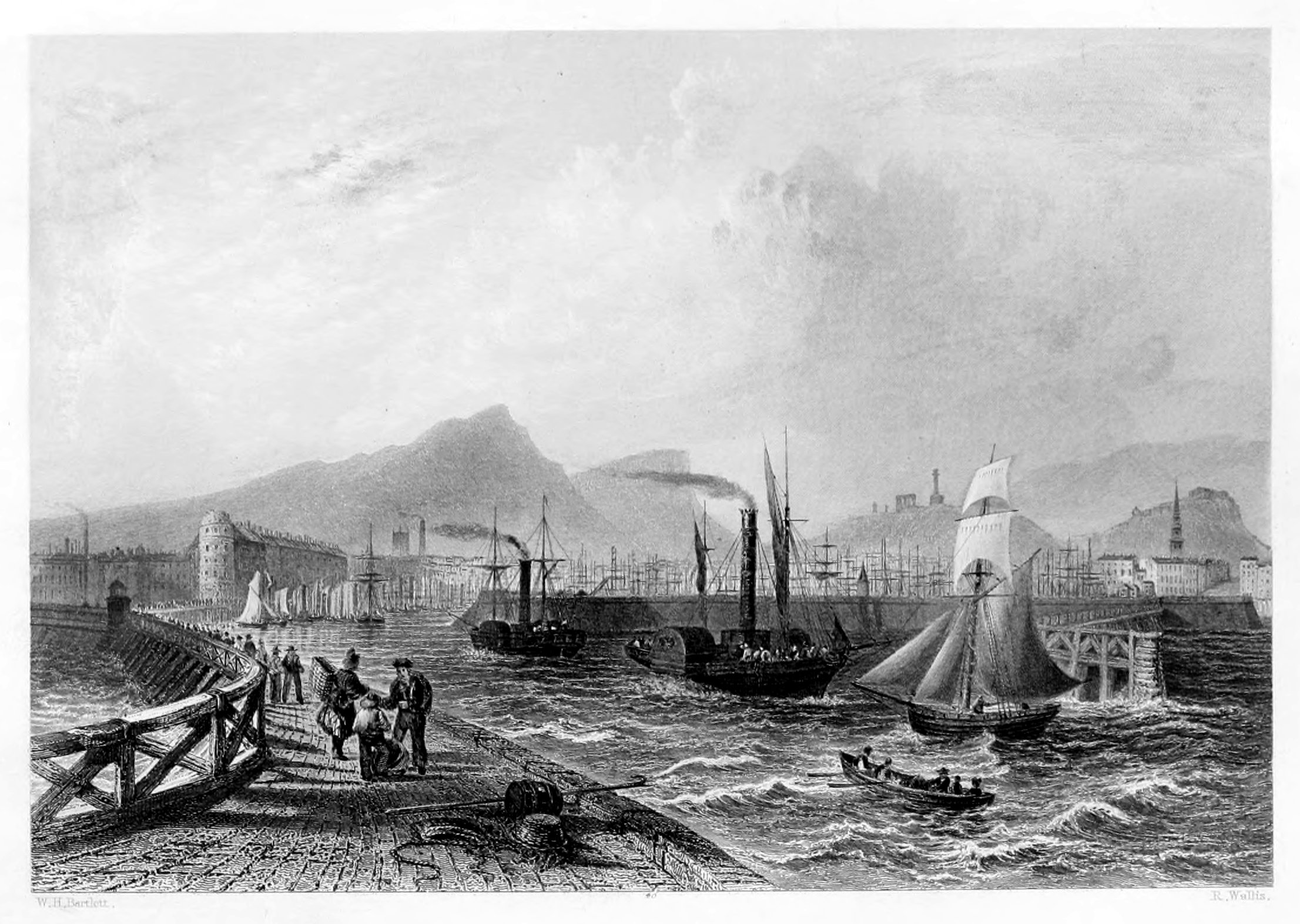
Leith Harbour - Vista desde el Muelle Este, 1840

En Scarborough, North Yorkshire, entre 1801 y 1831, Chapman amplió el Muelle Este y el Muelle Vincent, y construyó el Muelle Oeste, todo en mampostería masiva. El puerto tal como existe hoy es esencialmente el trabajo de Chapman. En Leith (1826-31), construyó el muelle oriental y el rompeolas occidental, dando una brillante solución al acceso al antiguo puerto interior. Seaham, en el condado de Durham, fue su mayor proyecto portuario, con dos muelles, una ensenada artificial al norte excavada en la roca viva (que proporcionó material de construcción para los muelles) y un puerto al sur. Hacia 1845, más de 700.000 toneladas de carbón al año se fletaban desde Seaham. Dos grandes proyectos de muelle fueron colaboraciones: con John Rennie en Hull; y con Daniel Alexander en el Muelle Este de Londres. 

### Navegación

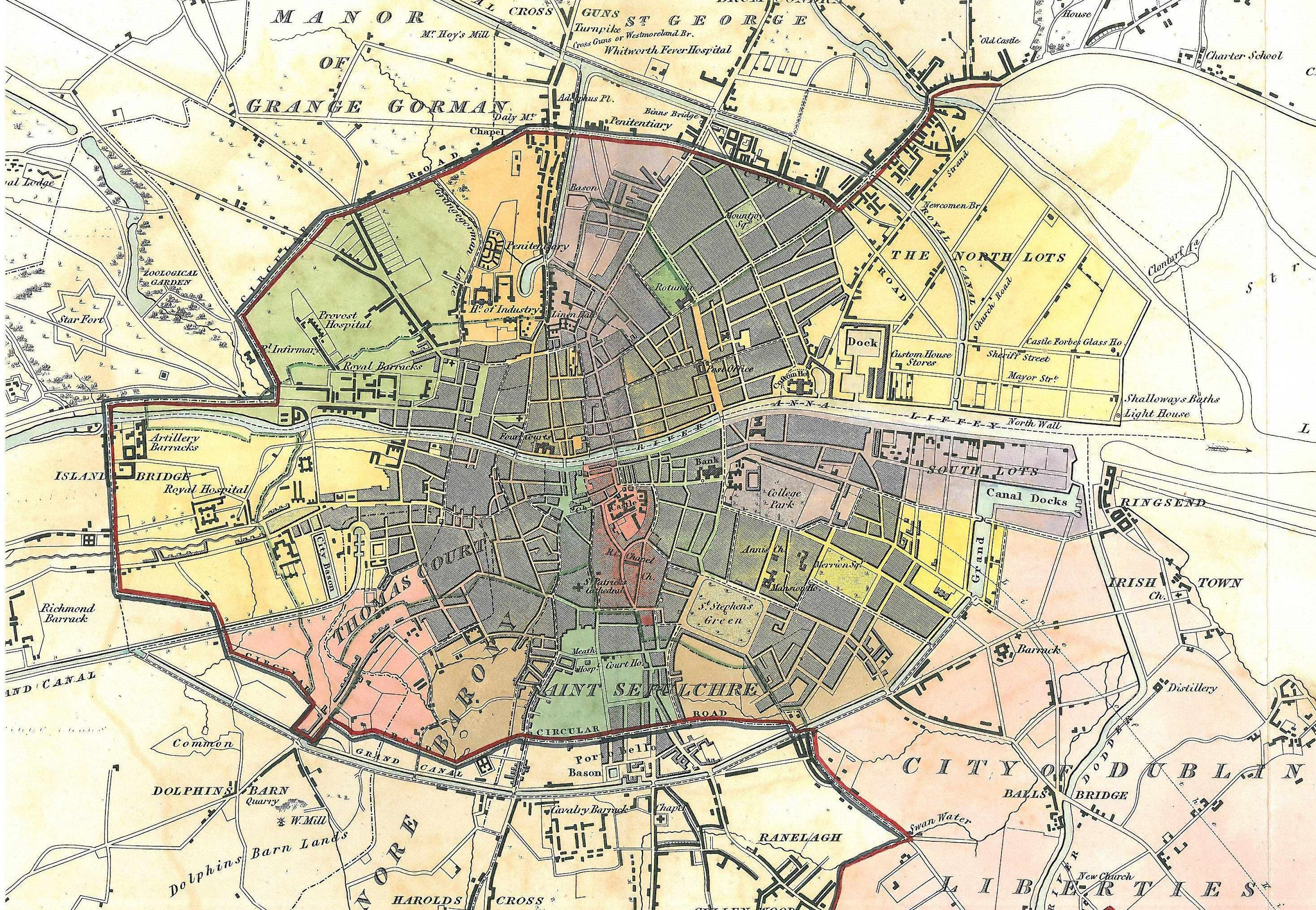
Mapa de la ciudad de Dublín en 1837 que muestra el trazado del Gran Canal alrededor del sur de la ciudad

Chapman trabajó en varias rutas navegables por canales y ríos. En el río Shannon, reconstruyó las esclusas en la sección inferior del río entre Killaloe y Limerick entre 1791 y 1794. En el río Orwell (1806-1808) las obras incluyeron varios cortes nuevos, y también la profundización del canal del río utilizando una draga de vapor, la primera vez que se utilizó una de estas máquinas con este propósito. Chapman ejerció de ingeniero consultor en el Gran Canal (Irlanda) y propuso la ruta semicircular del canal alrededor del lado sur de Dublín, uniéndose al río Liffey al este de la ciudad. Esta sección del canal fue construida entre 1790-1792.